# Brinckmann
Brinckmann ist ein deutscher Familienname.

## Herkunft und Bedeutung
Der Name ist eine Schreibvariante von Brinkmann; Näheres siehe dort.

## Varianten
- Brinckman, Brinkmann, Brinkman

## Namensträger
- Albert Brinckmann (1877–1924), deutscher Kunsthistoriker und Archäologe
- Albert Erich Brinckmann (1881–1958), deutscher Kunsthistoriker und Herausgeber
- Alfred Brinckmann (1891–1967), deutscher Schachspieler und -autor
- Andrea Brinckmann (* 1960), deutsche Historikerin und Schriftstellerin
- Barbara Ettinger-Brinckmann (* 1950), deutsche Architektin, Präsidentin der Bundesarchitektenkammer
- Carlotta Brinckmann (1876–1965), deutsche Weberin und Textilrestauratorin
- Christine Noll Brinckmann (* 1937), Hochschullehrerin für Filmwissenschaft
- Ernst Brinckmann (1849–1908), preußischer Generalmajor
- Hanns Brinckmann (1934–2020), deutscher Radrennfahrer
- Hans Brinckmann (* 1934), deutscher Jurist und Hochschulpräsident der Universität Kassel
- Helmut Brinckmann (1912–1994), deutscher bildender Künstler
- Henriette Hahn-Brinckmann (1862–1934), dänisch-deutsche Kunstmalerin
- Hermann Brinckmann (Maler) (1830–1902), deutscher Landschaftsmaler der Düsseldorfer Schule
- Hermann Theodor Brinckmann (1820–1905), deutscher Kaufmann und Konsul in Danzig
- Johann August Leberecht Brinckmann (1791–1872), königlich preußischer Generalmajor
- Johann Ludewig Engelhard Brinckmann (1753/54–1822), deutscher Förster und Waldvogt
- Johann Peter Brinckmann (1746–1785), deutscher Mediziner
- Julius Erich Eberhard Brinckmann (1823–1903), sächsischer Generalmajor
- Jürgen Brinckmann (* 1939), deutscher Fußballspieler
- Justus Brinckmann (1843–1915), deutscher Kunsthistoriker, Museumsdirektor
- Karl Gustav Brinckmann (1764–1847), schwedischer Diplomat und deutscher Dichter
- Karl Heinrich Ludwig Brinckmann (1809–1855), deutscher Rechtswissenschaftler und Hochschullehrer
- Maria Brinckmann (1869–1936), deutsche Weberin, Textilkünstlerin und Hochschullehrerin
- Otto Brinckmann (1905–1970), deutscher Maler, Grafiker und Journalist
- Philipp Hieronymus Brinckmann (1709–1760), kurpfälzischer Maler
- Rudolf Brinckmann (1889–1974), deutscher Bankier
- Ute Brinckmann-Schmolling (1924–2014), deutsche Malerin
- Wolfgang Brinckmann (1871–1930), deutscher Rechtsanwalt und Hamburger Politiker der Deutschen Demokratischen Partei (DDP)